# Khasibergen
Khasibergen eller Khasi Hills, är ett bergsområde i den indiska delstaten Meghalaya som utgör centralplatån mellan Brahmaputras och Surmas dalar, med mycket brant stupning mot söder. Bergen är klädda av präktiga skogar. Nederbörden är synnerligen stor, men mycket växlande på olika orter och under olika år. Landet har outtömliga lager av kalksten samt även något stenkol och järnmalm. Khasibergen bebos av khasifolket. Vid foten av bergen ligger jordens regnrikaste ort, Cherrapunji, som i årsmedeltal har omkring 12 000 mm. Terrängen inverkar på nederbördsmängden genom att nederbörden huvudsakligen faller på den sida av bergen som är utsatt för monsunen, medan den motsatta ligger i "regnskugga".
Khasi and Jaintia Hills var under Brittiska Indien ett distrikt i provinsen Östra Bengalen och Assam respektive Bengalen, med en areal på 15 646 km². och en folkmängd på 198 989 huvudsakligen khasitalande 198 989 inv (1901). Numera är området indelat i två nya distrikt, East Khasi Hill resp West Khasi Hill. Jaintia var ett litet hinduistiskt furstendöme, som britterna tog 1835 och vars invånare, panar eller santeng, tillhör en helt annan stam än khasi.